# 泽伊内普·切利克
泽伊内普·切利克（土耳其語：Zeynep Çelik，1996年4月7日—），土耳其女子柔道运动员。她曾代表土耳其参加2020年夏季残疾人奥林匹克运动会柔道比赛，获得女子57公斤级铜牌。